# 휴먼인더루프
휴먼인더루프(Human-in-the-loop, HITL)는 여러 상황에서 사용된다. 인간의 상호작용이 필요한 모델이라고 정의할 수 있다. HITL은 실제, 가상 및 건설적 분류에서 모델링 및 시뮬레이션(M 및 S)과 연관되어 있다. HITL은 관련 휴먼온더루프(Human-On-The-Loop)와 함께 치명적인 자율 무기와 관련하여 사용된다. 또한 HITL은 기계 학습의 맥락에서 사용된다.

## 기계 학습
기계 학습에서 HITL은 모델 구축 시 컴퓨터가 올바른 결정을 내릴 수 있도록 인간이 돕는다는 의미로 사용된다. HITL은 모델을 개선하는 데 필요한 가장 중요한 데이터를 선택하여 무작위 샘플링보다 기계 학습을 향상시킨다.

## 시뮬레이션
시뮬레이션에서 HITL 모델은 실물 모형의 경우처럼 인적 요소 요구 사항을 준수할 수 있다. 이러한 유형의 시뮬레이션에서 인간은 항상 시뮬레이션의 일부이며 결과적으로 정확하게 재현하는 것이 불가능하지는 않더라도 어려운 방식으로 결과에 영향을 미친다. 또한 HITL을 사용하면 다른 시뮬레이션 수단으로는 쉽게 식별할 수 없는 문제와 요구 사항을 쉽게 식별할 수 있다.
HITL은 대화형 시뮬레이션이라고도 하며, 비행이나 운전 시뮬레이터와 같이 물리적 시뮬레이션에 인간 조작자가 포함되는 특별한 종류의 물리적 시뮬레이션이다.

## 같이 보기
- 인간 피드백을 통한 강화 학습